# 瓦萨里祭衣间

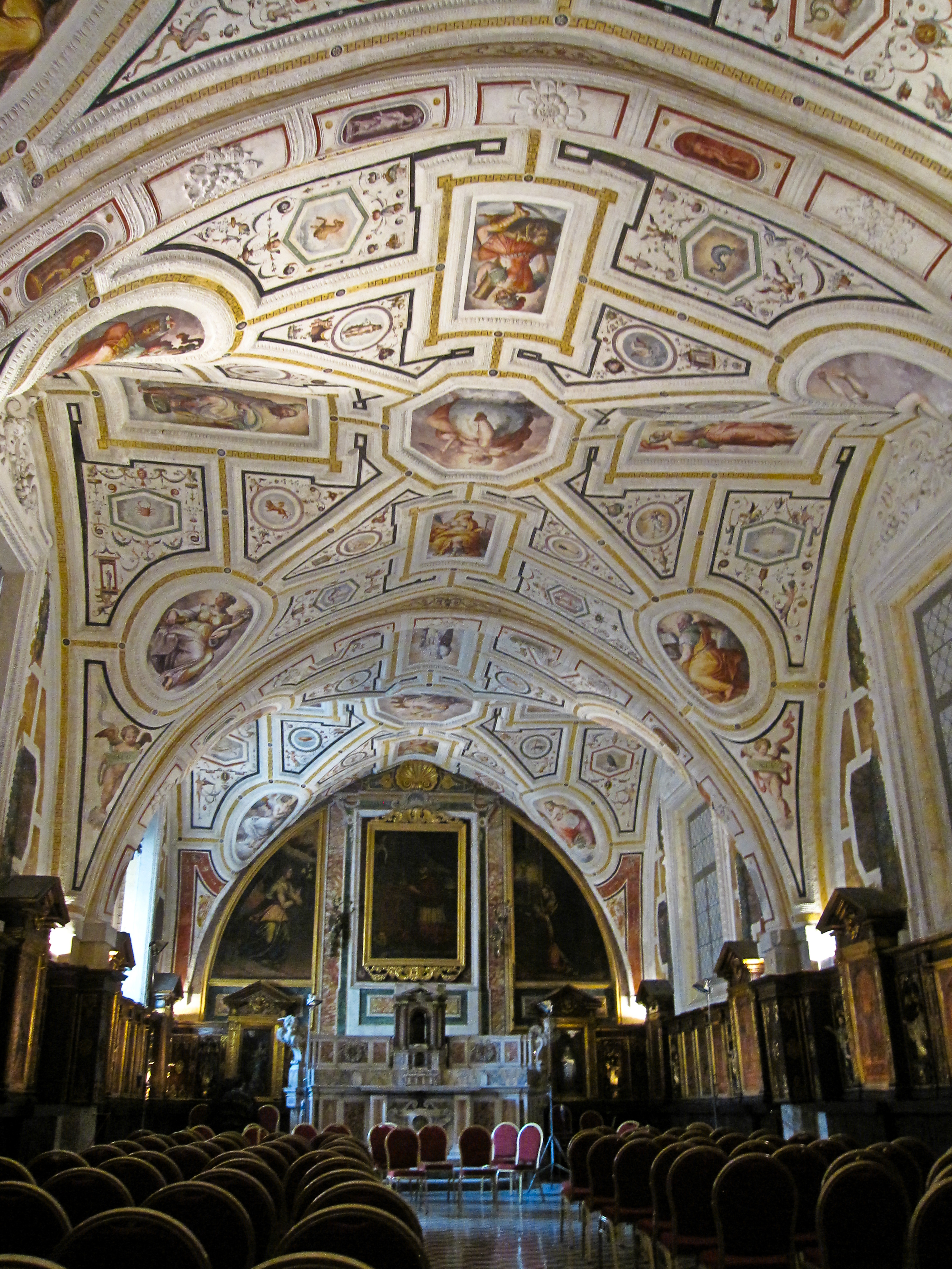
内部

瓦萨里祭衣间（意大利语：Sacrestia del Vasari）是意大利那不勒斯伦巴第的圣亚纳堂（Sant'Anna dei Lombardi）的两个祭衣间之一。它原是橄榄山圣母会修道院的墓地 ，在1688年改为今日的用途。该堂于1805年更名为伦巴第的圣亚纳堂。

## 历史
瓦萨里祭衣间得名于乔尔乔·瓦萨里 他在1545年画了这里的拱顶壁画。由于1542-44年他在罗马的作品，以及迅速完成委托的能力，他的名气已经达到了那不勒斯。他在坎帕尼亚的时光很短，从1544年至1545年，但很忙碌，把托斯卡纳风格主义（以前只到达罗马）带到了那不勒斯。他从总督佩德罗·达托莱多、贵族和修道院得到了好几个订单，第一个订单是装饰橄榄山圣母修道院的旧墓地。

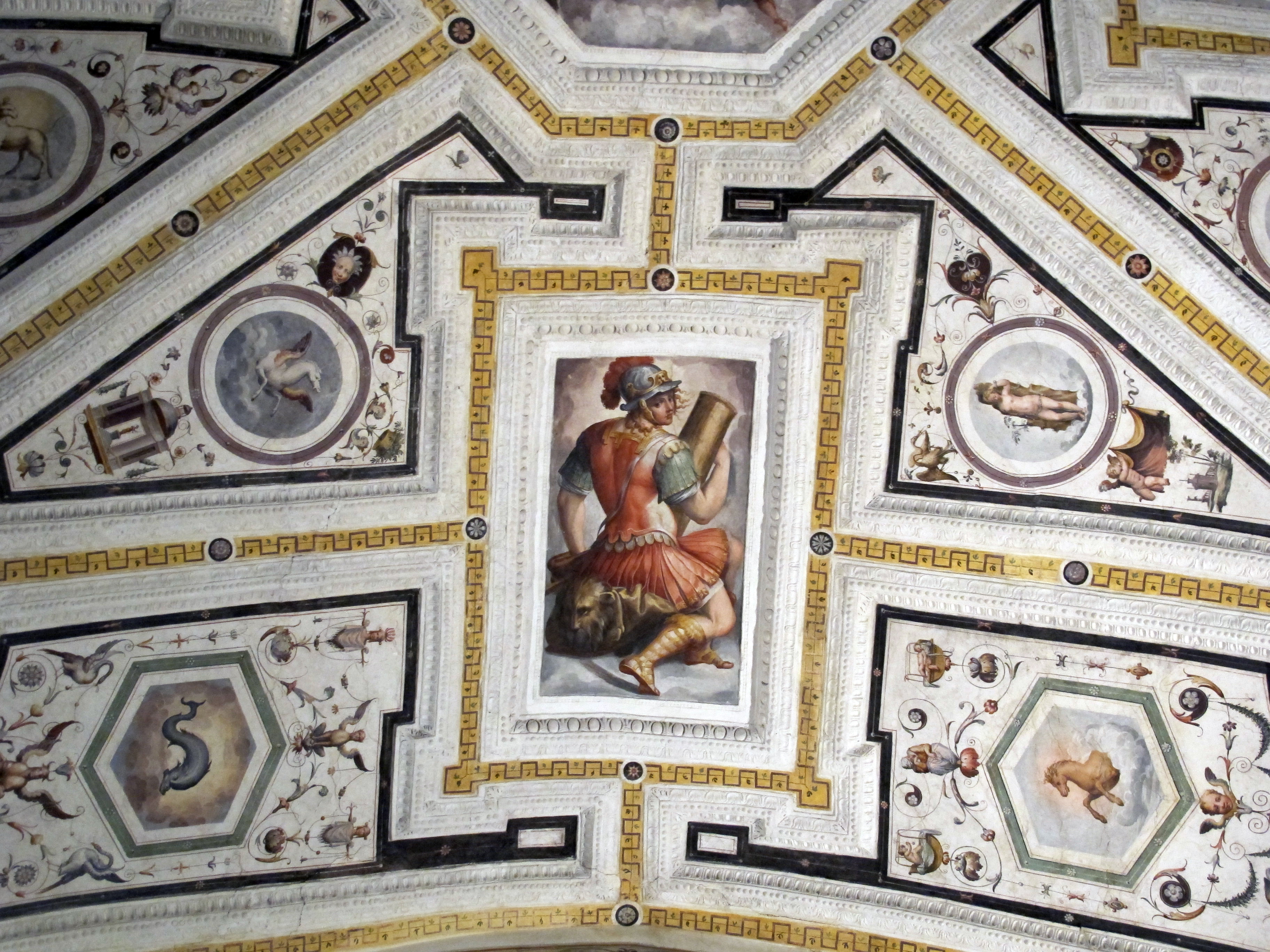